# Pattamundai
Pattamundai é uma cidade no distrito de Kendrapara, no estado indiano de Orissa.

## Demografia
Segundo o censo de 2001, Pattamundai tinha uma população de 32,724 habitantes. Os indivíduos do sexo masculino constituem 51% da população e os do sexo feminino 49%. Pattamundai tem uma taxa de literacia de 71%, superior à média nacional de 59.5%: a literacia no sexo masculino é de 78% e no sexo feminino é de 65%. Em Pattamundai, 12% da população está abaixo dos 6 anos de idade.